# ТролЗа 5264-02 «Слобода»
ТролЗа 5264-02 «Слобода» — 12-метровий високопідлоговий тролейбус російського виробництва, що випускається одиничними партіями на Енгельському тролейбусному заводі ЗАО «ТролЗа». зроблений у нехарактерному дизайну, як для тролейбусів Тролза, був сильно видозмінений від попередника ТролЗа «Столиця», в тому числі отримав нове вагонне компонування, що застосовується у американських автобусів і багато інших технічних деталей.

## Загальний опис моделі
Тролейбус TROLZA 5264-02 вважається однією із перших моделей сучасних TROLZA; і тому він має суттєві відмінності від своїх наступників, і скомпонований він подібно до американських автобусів — кузов вагонний і оббитий товстим шаром суміші пластику та цинку (така обшивка добре захищена від деградації і строк служби таких тролейбусів перевищує 20 років). Має пневматичну важільну двохосну підвіску (хоча він доволі високопідлоговий) з асинхронним тяговим приводом а також потужним кулером та 5.5-метровими тролеями-струмоприймачами.
Салон тролейбуса від наступників мало відрізняється — машина має 3 двостулкові двері і 29 сидячих місць; колісна формула 4×2; формула дверей 2—2—2. двигун було перенесено уперед, тому у задній частині тролейбуса стало набагато більше місця  і задній звис значно зменшився. У тролейбуса є 2 два продувні люки — один у салоні, інший у кабіні водія. Кабіна водія відокремлена перегородкою від салону і має додаткові передні двері, що поділені навпіл з передніми двостулковими . Загальна пасажиромісткість тролейбуса — 100 чоловік. Дизайн вікон доволі незвичний — вікна стали меншими і грубішими, на деяких з правого боку є кватирки. Вікна по замовленню можуть бути тоновані. Ще одна відмінність плану вікон у тому, що вони зроблені не вкупі, а як склопластикові панелі. Вікна кабіни водія від салону теж відокремлені. Лобове скло не панорамне, оскільки на передку тролейбуса міститься двигун, тому лобове скло уполовину менше від сучасніших тролейбусів TROLZA, і використовуються важільні склоочисники, що присутні у більшості автобусів Ikarus. Шини 8.26×22.5 дискові розміру 280R. Кулер тролейбуса дуже потужний і довгий, і закріплений уздовж майже усього даху. На відміну від багатьох інших TROLZA, тролейбус набагато динамічніший і швидший та здатний розвивати швидкість при повному завантаженні понад 70-80 км/год. Має характерно розташовані 8 бокових фар одна-над-одною.
Тролейбус має деякі додаткові опції:
- нове планування місця водія
- деякі зміни у конструкції передка тролейбуса
- заміна панельних вікон на суцільні
- встановлення додаткових продувних люків
- чітко окреслений бампер
- встановлення цифрових табло маршрутовказівників

## Технічні дані
| Модифікація                                      | TROLZA 5264-02 «Sloboda»                                                      |
| Призначення                                      | міський тролейбус                                                             |
| Габаритні розміри, мм                            | 11896-2460-3470                                                               |
| Висота підлоги над рівнем землі, см              | 65                                                                            |
| Формула дверей                                   | 2—2—2                                                                         |
| Підвіска                                         | Пневматична, залежна, важільна                                                |
| Колісна формула                                  | 4×2                                                                           |
| Приблизна довжина тролеїв, м                     | 5.5                                                                           |
| Максимальне відхилення від контактної мережі, м  | 4.4                                                                           |
| Сидячих місць, шт                                | 29+1                                                                          |
| Повна місткість, чол                             | 100                                                                           |
| Споряджена маса, кг                              | 10700                                                                         |
| Повна маса, кг                                   | 18000                                                                         |
| Макс. швидкість при повному завантаженні, км/год | 78—80                                                                         |
| Макс.швидкість при порожньому салоні, км/год     | 120                                                                           |
| Строк служби, роки, не менше ніж                 | 20                                                                            |
| Шини                                             | дискові, 8.26×22.5 ; розмір 280R                                              |
| Додаткові опції                                  | Тоновані склопакети, цифрові маршрутовказівники, вмонтування додаткових люків |